# Šalinci
Šalinci este o localitate din comuna Ljutomer, Slovenia, cu o populație de 175 de locuitori.